# Ioan Gherghel
Ioan Gherghel, né le 7 août 1978 à Baia Mare, est un nageur roumain, spécialiste du papillon.
Il remporte la médaille de bronze du 200 m papillon des championnats d'Europe 2000. En 2004, il est médaillé d'argent européen sur cette même distance et finit cinquième aux Jeux olympiques d'Athènes.

## Palmarès

### Championnats du monde en petit bassin
- Moscou 2002
  -  Médaille de bronze au 200 m papillon
- Indianapolis 2004
  -  Médaille d'argent au 200 m papillon

### Championnats d'Europe

#### Grand bassin
- Helsinki 2000
  -  Médaille de bronze au 200 m papillon
- Madrid 2004
  -  Médaille d'argent au 200 m papillon

#### Petit bassin
- Riesa 2002
  -  Médaille de bronze au 200 m papillon
- Vienne 2004
  -  Médaille de bronze au 100 m papillon
  -  Médaille de bronze au 200 m papillon